# هاملت ناهاتاکیان
هاملت ناهاتاکیان (ارمنی: Համլետ Նահատակյան؛ زادهٔ ۱۶ سپتامبر ۱۹۳۸) یک  سیاستمدار اهل ارمنستان است که از تاریخ ۱۹۹۰ تا تاریخ ۱۹۹۵ سمت نمایندگی دوره اول شورای عالی جمهوری ارمنستان را برعهده داشت.

## زندگی‌نامه
در ۱۶ سپتامبر ۱۹۳۸ ‏در ارمنستان به دنیا آمد . 